# Louis Bro
Pour les articles homonymes, voir Bro.
Louis Bro, né le 17 août 1781 à Paris et mort le 8 octobre 1844 à Armentières, est un militaire et mémorialiste français.
Il est reconnu pour son rôle dans les campagnes napoléoniennes ainsi que pour sa proximité avec des artistes comme Delacroix ou Géricault.

## Biographie
Louis Bro est le fils de Jean-Louis Bro, un notaire parisien qui a très tôt conseillé à son fils de se rapprocher de la famille Bonaparte et de suivre une carrière militaire afin de s’assurer un avenir brillant.
En 1798, il échoue au concours d’entrée de l’École polytechnique et décide de s’embarquer à Toulon pour rejoindre l'expédition d'Égypte, mais les croisières anglaises le forcent à rentrer.
Le 20 octobre 1801, il se fait enrôler en tant que soldat volontaire à la caserne de Rennes dans le 1er régiment de hussards. Après un casernement à Brest à partir du 6 novembre et à Belle-Isle-en-Terre à partir du 14 décembre, il débarque à Hispaniola, le 4 février 1802, où il fait partie du détachement formant la garde du général Leclerc, commandant de l'armée expéditionnaire de Saint-Domingue. Louis Bro est blessé à l'affaire du Haut-Cap et nommé sous-lieutenant le 12 thermidor an X (31 juillet 1802).
Renvoyé en France par suite de blessures graves, il débarque à Bordeaux, le 6 juillet 1803, et devient aide de camp du général Augereau qu'il suivra dans toutes les campagnes, de 1803 à 1807. Il est promu lieutenant, le 20 octobre 1804.
Après la bataille d'Eylau, il est nommé capitaine au 7e régiment, de Hussards. À partir du 21 juin 1807, il séjourne à Tilsitt en Westphalie (Allemagne). Après l'été 1809, il est nommé aide de camp du général Colbert, le 28 septembre, et participe aux batailles de Friedland et de Wagram (où il fut grièvement blessé). Il quitte l'Allemagne la même année.
En tant que membre de la commission de recrutement à Bruxelles, Louis Bro passe en Hollande, le 5 septembre 1810.
Le 6 décembre 1811, il devient chef d'escadron des hussards. La même année, il est anobli par lettres patentes du 31 octobre 1811, et devient chevalier d'Empire.

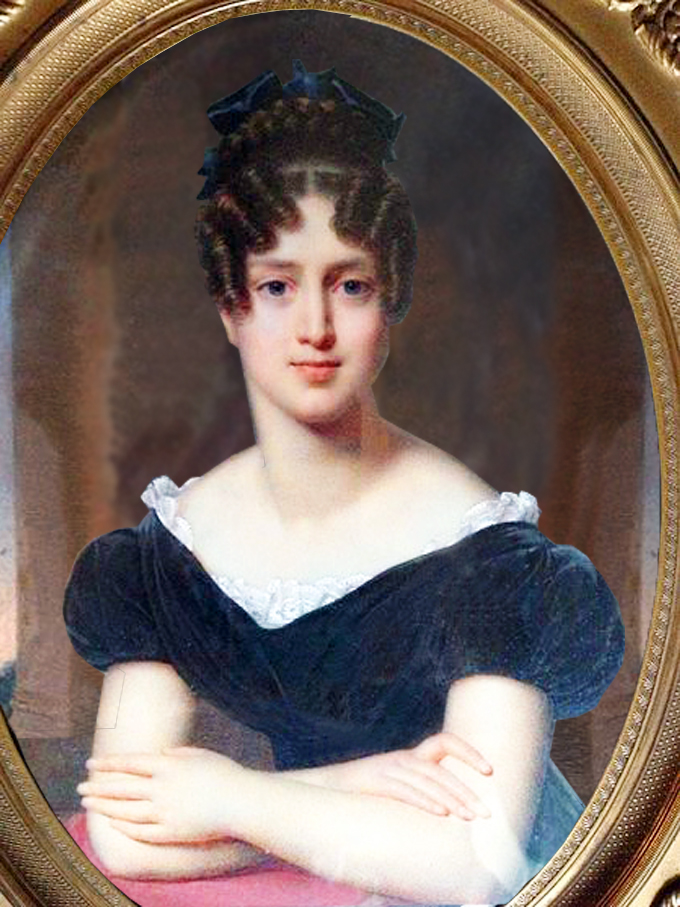
Laure de Comères au début du XIXe siècle, miniature de Jacques Augustin, coll. Privée

Le 7 février 1812, il retourne à Magdebourg en Allemagne et le 14 avril épouse Laure de Comères (1788-1845) dont la famille originait de Toulouse. Un fils naîtra de cette union : Olivier Bro de Comères.
La même année, Louis Bro passe aux chasseurs à cheval de la Garde et effectue avec elle la campagne de Russie. En 1813, il participe à la campagne d'Allemagne puis, par permission, il rentre à Paris, le 20 mars, et est nommé major, le 28 juin, suivant.
Le Chevalier Bro se distingue en 1814 à la bataille de Montereau où il reçoit la croix d'officier de la Légion d'honneur. En avril, il est promu au grade d'adjudant-commandant, avec rang de colonel.
Durant les Cent-Jours, le 1er septembre 1814, le chevalier est mis en position de non activité.
Le 17 avril 1815, il prend en tant que colonel le commandement du 4e régiment de chevau-légers-lanciers (anciennement 9e dragons) à Aire-sur-la-Lys.
À la bataille de Waterloo sous les ordres du général de brigade Gobrecht, il effectue une charge restée célèbre. En effet, il écrase la brigade Ponsonby, entraine la mort (que Charles Mullié lui attribue) du Major-General Sir William Ponsonby qui la dirigeait et reprend l'aigle du 55e régiment, d'infanterie enlevée par les dragons de Ponsonby. Le colonel Bro, impliqué dans cette affaire, y fut grièvement blessé.
En mars 1816, il retourne à Paris.
Le 22 juillet 1816, sous la Restauration, il est déchu de son grade de colonel et est mis en demi-solde. Après cinq ans en disponibilité, il reprend du service et passe commandant en second de la 2e légion, de la garde nationale parisienne.
En 1816, Louis Bro et sa famille habitent au 23 rue des Martyrs. C'est à cette époque qu'ils accueillent comme locataire dans un pavillon voisin leur ami Théodore Géricault. La famille a aussi à cette époque comme voisin et ami l'artiste Horace Vernet, dont l'atelier est à cette époque lieu de rendez-vous des bonapartistes.
Le chevalier s’y lie avec de nombreuses personnalités comme le chansonnier Béranger, le maréchal Clausel, le baron de Marbot et le général de Lamoricière. Il était également cousin par sa femme de la famille Arnauld et des Lawoëstine (protégés des ducs d'Orléans et de Nemours). Il participe aux Trois Glorieuses de 1830 et rejoint l'armée, par l'intermédiaire du général Gérard (arrivé sous peu au ministère de la Guerre), en qualité de colonel de la 2e légion, de la garde nationale parisienne, le 26 juillet. Le 6 août, il devient colonel du 1er régiment de lanciers de Nemours et effectue ainsi la campagne de Belgique (1831-1832).
Nommé maréchal de camp, le 11 octobre 1832, il est désigné pour l'Algérie au commandement des 13e, et 67e régiments, d'infanterie de ligne. Il quitte Toulon, le 3 mars 1833, et arrive à Douïre, le 17 juillet 1834. Le 1er septembre, il se trouve à Boufarik, comme second du général de Lamoricière. Il participe à la répression des Hadjoutes en janvier 1835 et va en reconnaissance sur le front sud d’Alger (février - mars 1835). À cette période, il est en contact avec les grands chefs français : Rapatel, Trézel et Lamoricière. Il rentre à Alger, le 15 avril 1835, et part en permission en France de juillet à novembre. Le 24 décembre 1837, il reçoit à Boufarik, à la fin de la campagne d'Algérie, la plaque de grand officier de la Légion d'honneur.
Après un retour définitif en France, le 6 août 1838, il séjourne à Montpellier avant d'entrer en politique. Le 15 septembre 1839, il prend le commandement du département de l'Hérault, le 16 juillet, celui de la Dordogne et, le 17 mars 1840, le chevalier est nommé inspecteur de cavalerie à Lille, sous les ordres du général-comte Corbineau. Nommé lieutenant général en 1843, il meurt à Armentières, le 8 octobre 1844, à l'âge de 63 ans.
Cet officier supérieur qui fit ses premières armes dans la Révolution française, marqua les campagnes napoléoniennes et les expéditions de la restauration par son courage. Durant sa vie, il entretint une importante correspondance qui fut déposée aux Archives nationales par le baron Christian Bro de Comères en 1950. Le fonds Bro de Comères fut accru en 1963 d’un complément : il est aujourd'hui constitué par des documents englobant tout le XIXe siècle.
Les archives de la famille Bro de Comères sont conservées aux Archives nationales, site de Pierrefitte-sur-Seine, sous la cote 82AP : (Inventaire du fonds 82AP)

## Le personnage
Louis Bro, anobli au XIXe siècle par lettres patentes, est le fondateur d'une jeune famille noble qui subsiste encore aujourd'hui dans toute la France et dans le monde. C'est un personnage polyvalent du XIXe siècle français, en particulier par l'association de sa carrière militaire (faits d'armes au cours des campagnes napoléoniennes et durant la Restauration) à une recherche artistique et à une proximité avec quelques personnalités du siècle. On peut citer Géricault qui était un ami du général et Horace Vernet, chez lequel se retrouvaient les bonapartistes. Le général a aussi côtoyé une partie des hommes politiques et militaires de son temps, comme Murat, Napoléon, mais aussi Lamoricière, au cours de la campagne d'Algérie.
Un certain talent artistique se transmet à travers les générations dans la famille, le premier à en bénéficier étant Olivier Bro de Comères.
La famille Bro de Comères conserve encore aujourd'hui quelques-uns des tableaux et portraits du général et de sa famille, offerts par Géricault.

## États de service
- Soldat volontaire enrôlé à la caserne de Rennes dans le 1er régiment de hussards (20 octobre 1801) ;
- Casernement à Brest (6 novembre 1801) ;
- À Belle Isle (14 décembre 1801) ;
- Débarque à Hispaniola (4 février 1802) ;
- Détaché à la garde du général Leclerc ;
- Sous-lieutenant (12 thermidor an X) ;
- Débarqué à Bordeaux (6 juillet 1804) ;
- Aide de camp d'Augereau (1803-1807) ;
- Lieutenant (20 octobre 1804) ;
- Capitaine au 7e hussards (1807) ;
- Aide de camp du général Colbert (28 septembre 1809) ;
- Membre de la commission de recrutement à Bruxelles (1810) ;
- Passe en Hollande (5 septembre 1810) ;
- Retourne à Magdebourg (7 février 1811) ;
- Chef d'escadron de hussards (6 décembre 1811) ;
- Chef d'escadron des chasseurs à cheval de la Garde (1812-1813) ;
- En permission à Paris (20 mars 1813) ;
- Major (28 juin 1813) ;
- Adjudant-commandant, avec rang de colonel (avril 1814) ;
- En non-activité (1er septembre 1814) ;
- Colonel du 4e régiment de chevau-légers lanciers (1815 (Cent-Jours)) ;
- Déchu de son grade de colonel (22 juillet 1816) et mis en demi-solde ;
- Commandant en second de la 2e légion de la garde nationale parisienne (1821) ;
- Colonel de la 2e légion de la garde nationale parisienne (26 juillet 1830) ;
- Colonel du régiment de Chasseurs de Nemours (1830) ;
- Maréchal de camp (11 octobre 1832) ;
- Commandant des 13e et 67e de ligne ;
- Second de Lamoricière (1er septembre 1834) ;
- Commandant du département de l'Hérault (15 septembre 1838) ;
- Commandant du département de la Dordogne (16 juillet 1839) ;
- Inspecteur de cavalerie à Lille (17 mars 1840) ;
- Lieutenant général (1843).

## Campagnes
- Expédition de Saint-Domingue :
  - Affaire du Haut-Cap ;
- Campagne de Prusse (1806) ;
- Campagne de Pologne (1807) :
  - Bataille d'Eylau ;
- Campagne d'Allemagne et d'Autriche (1809) :
  - Bataille de Wagram ;
- Campagne de Russie (1812) ;
- Campagne de Saxe (1813) ;
- Campagne de France (1814) :
  - Bataille de Montereau ;
- Campagne de Belgique (1815) :
  - Bataille de Waterloo ;
- Campagne d'Algérie (1830-1847) :
  - Répression contre les Hadjoutes (janvier 1835).

## Faits d'armes
- Louis Bro se distingua à la bataille de Montereau où il reçut la croix d'officier de la Légion d'honneur
- Il prit part à la bataille de Waterloo et y fut grièvement blessé.

## Blessures
- Blessé à l'affaire du Haut-Cap ;
- Renvoyé de Saint-Domingue en France par suite de graves blessures ;
- Blessé à la bataille de Waterloo.

## Publications
Louis Bro, Mémoires du général Bro (1796-1844) : recueillis, complétés et publiés par son petit-fils le Bon Henry Bro de Comères, Paris, 1914, 307 p., in-16, portr. (OCLC 492114764, lire en ligne sur Gallica)

## Décorations
- Légion d'honneur :
  - Officier (1814), puis,
  -  Grand officier de la Légion d'honneur (24 décembre 1837) ;
- Grand officier de l'ordre de Léopold de Belgique.

## Titre
- Chevalier Bro (lettres patentes du 31 octobre 1810)[6].

### Famille proche & descendants

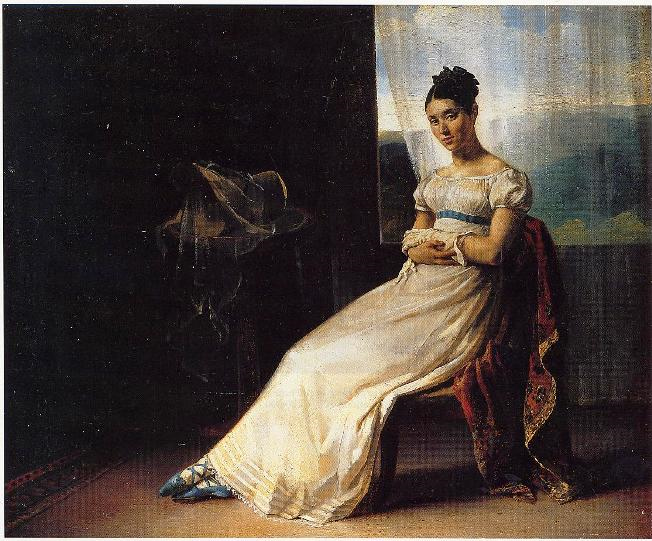
Portrait de Laure de Comères par Géricault

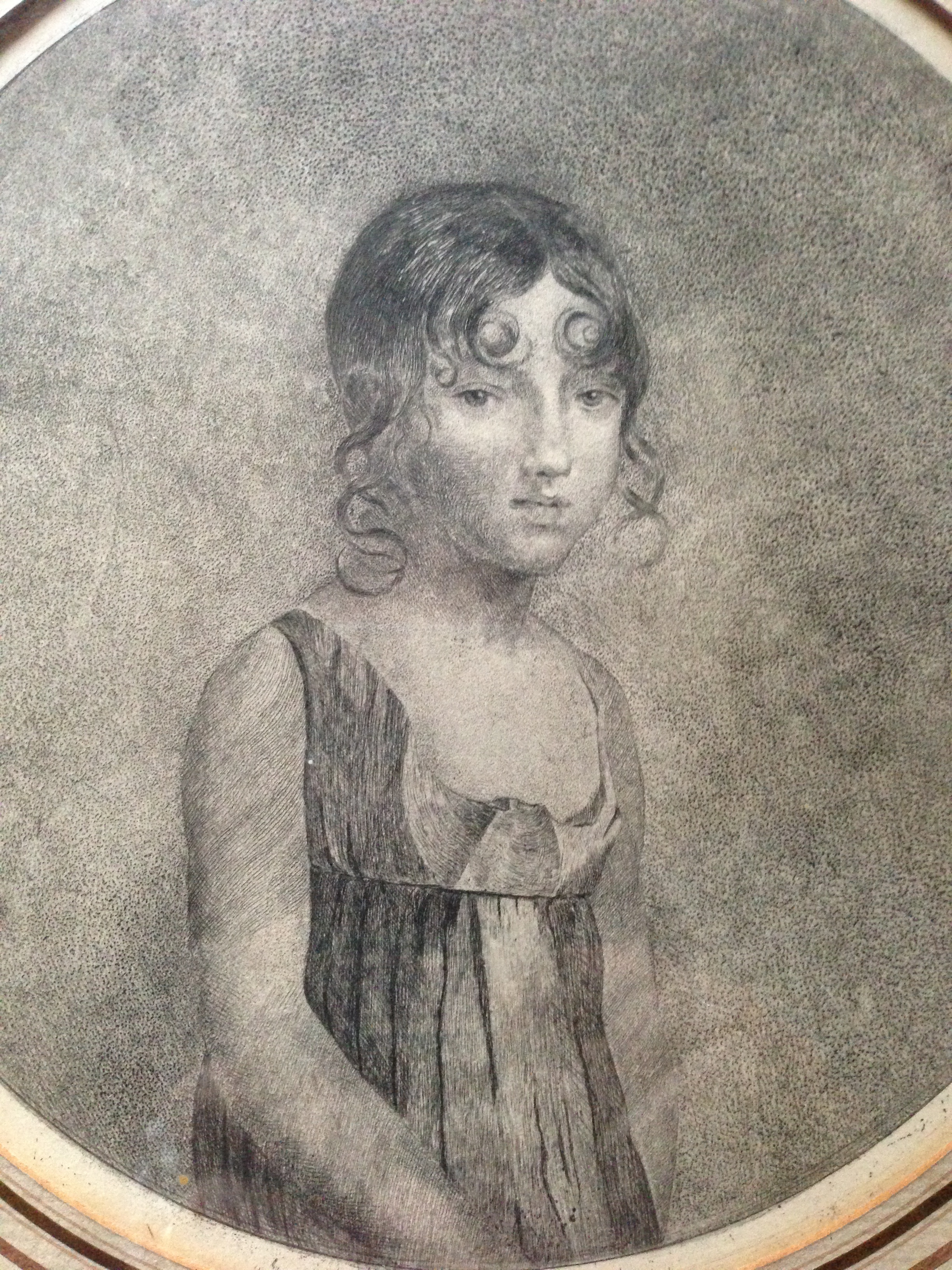
Portrait de Laure de Comères à la fin du XVIIIe siècle

## Origine du nom « Bro de Comères »

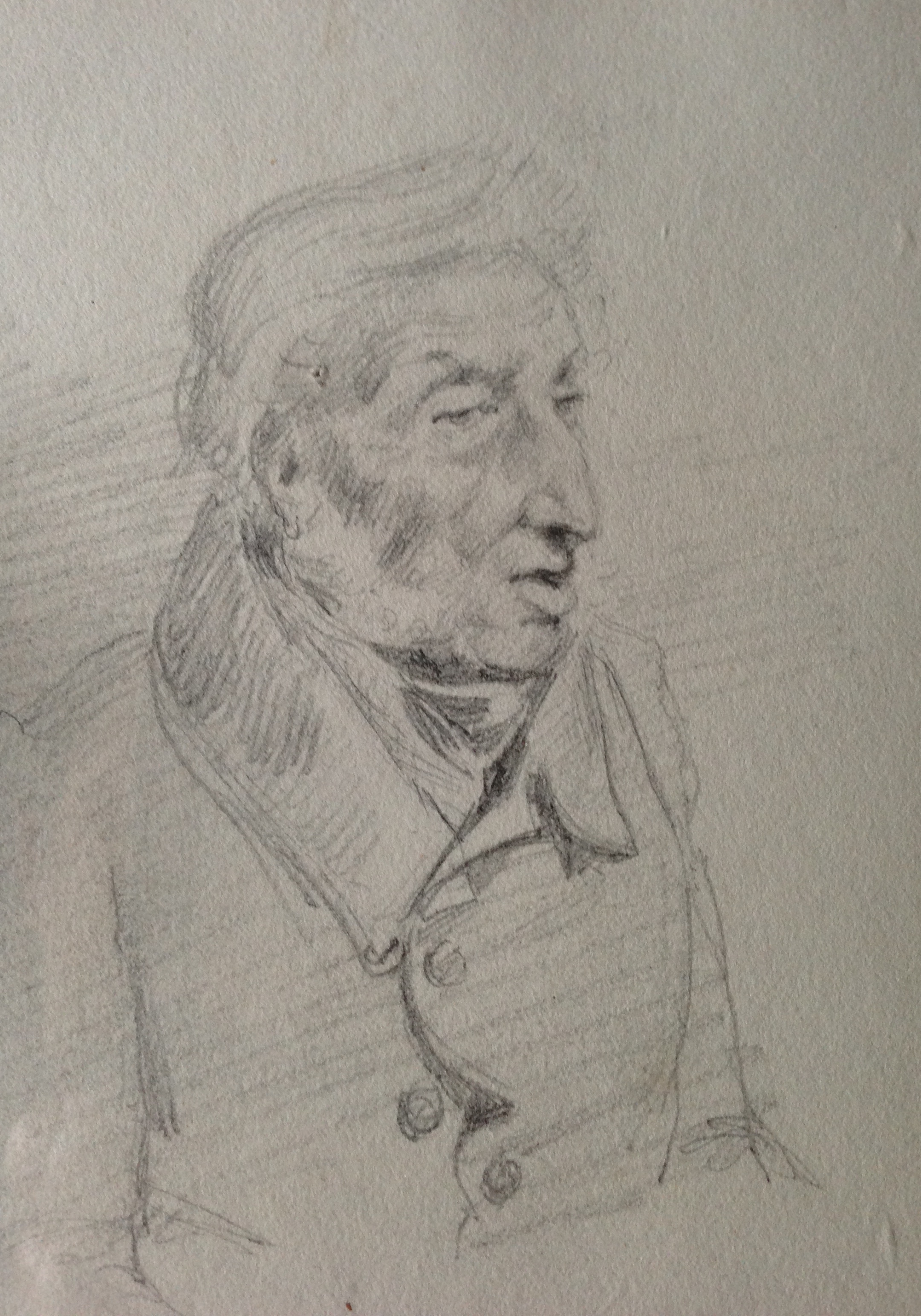
Portrait de Dominique de Comères, dernier baron de Comères et grand-père d'Olivier Bro de Comères.

### Armoiries

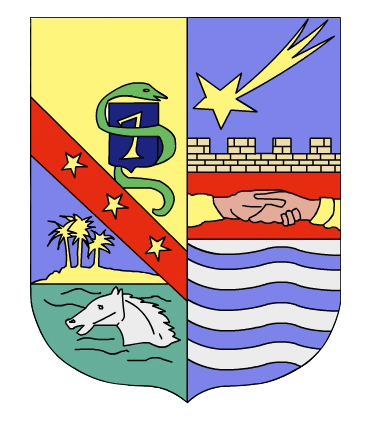
Blasonnement des Bro de Comères.

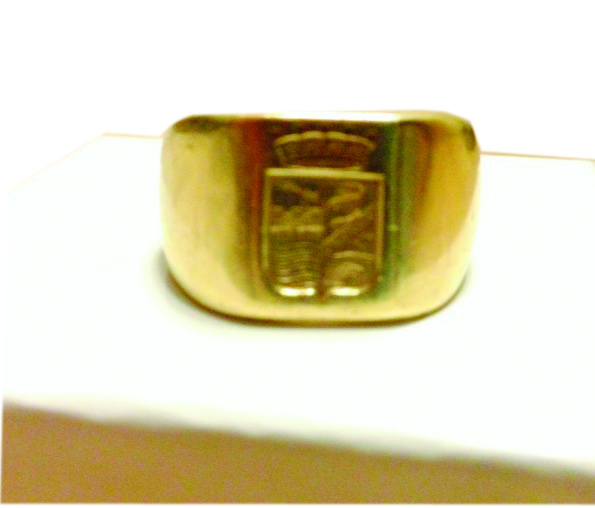
La chevalière des Bro de Comères.
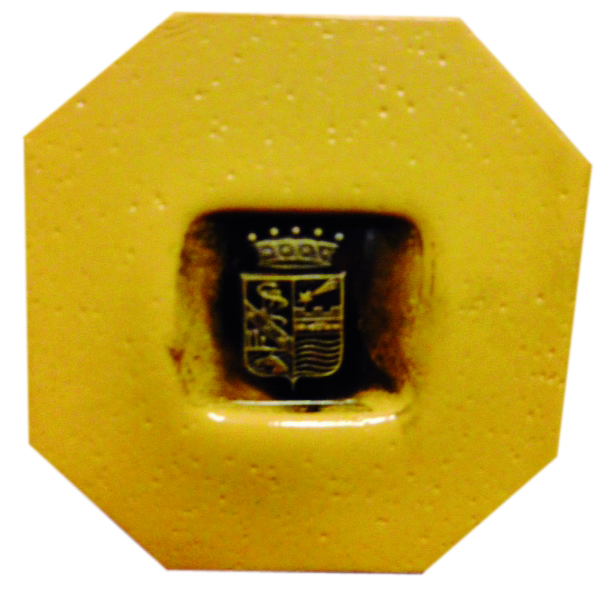
Cire de la chevalière.
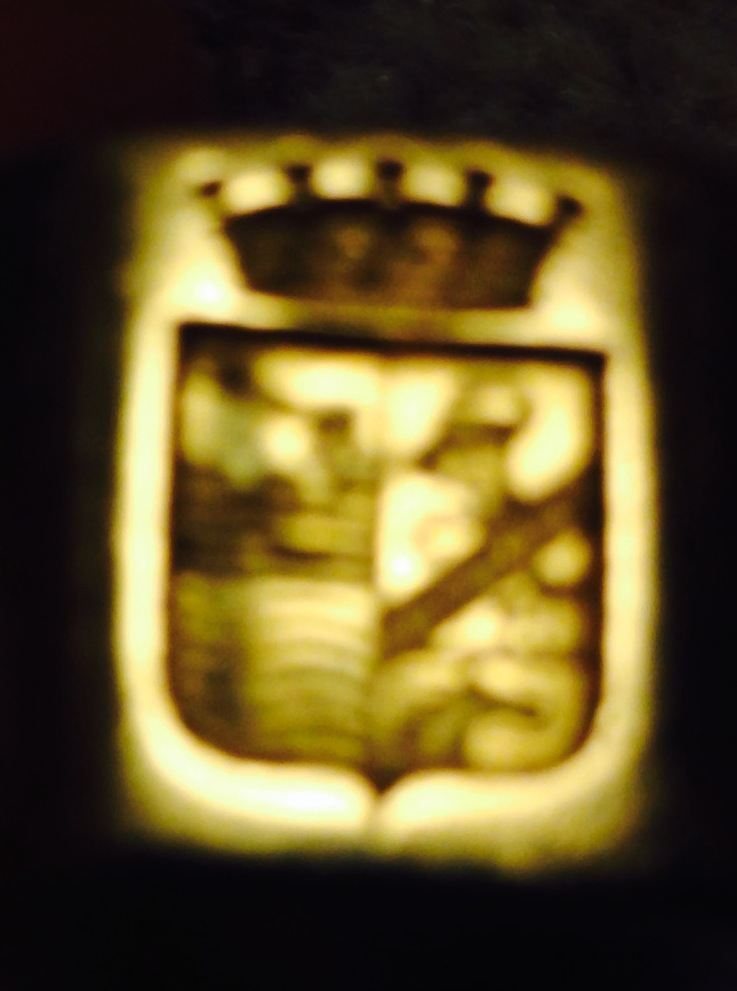
Le blason gravé sur une chevalière.